# 15017 Cuppy
15017 Cuppy được phát hiện ngày 22 tháng 9 năm 1998, bởi Edward L. G. Bowell từ Lowell Observatory Near-Earth-Object Search (LONEOS), Anderson Mesa Station.